# L-09C
L-09C（エル ゼロ きゅう シー）は、LGエレクトロニクスジャパンによって開発された、NTTドコモによる第3.9世代移動通信システム、Long Term Evolution（LTE）通信サービスXi（クロッシィ）に対応した初のモバイルWiFiルータ端末である。またFOMAハイスピードにも対応する。スタイリッシュ モバイルWi-Fiルーターと銘を打ち発売される。

## 概要
2010年に日本でNTTドコモによって開始された、第3.9世代移動通信システム、Long Term Evolution（LTE）通信サービスXi（クロッシィ）に対応した、日本初のXi対応のモバイルWiFiルータである。
Xiに対応していることで、下り最大75Mbps、上り最大25Mbps  という光ファイバー並の高速通信に対応している。またXiエリア外ではFOMAハイスピード通信に自動で切り替わり、下り最大7.2Mbps、上り最大5.7Mbpsに対応するため、日本全国のFOMAハイスピードエリアで利用することが可能となる。14MbpsのFOMAハイスピードにも対応。
WiFi機能としては IEEE 802.11b/g/nに対応するため、150MbpsのIEEE802.11nを利用すれば、Xiの高速通信を遅滞なく利用することが可能となる。
同時接続数は、同時に10台まで利用が可能となるため、自宅の多くのニンテンドーDSやPSPといった携帯ゲーム機やPC、WiFi対応家電、スマートフォンといったWiFi対応機器に接続するだけでなく、SOHOとしての利用も可能となる。
バッテリーは2700mAhの大容量タイプを採用していることと、節電モードも用意されており通常モードとワンボタンで切り替えが可能となっている（節電モード時にはWi-FiがOFFになり、利用時にはWi-Fiボタンによる復帰が必要）。Xi網で最大6時間、FOMA網で最大8時間、待受時間は約35時間と長時間の利用が可能となる。
海外では3Gローミングに対応しているため、WORLD WINGの3Gエリアで利用が可能となる。海外パケ・ホーダイにも対応する。国際ローミングはGSM, GPRSなどの2Gは未対応。
端末にはサブディスプレイが装備されており、電波状態や電池残量などの確認が可能となっている。

## 歴史
- 2011年3月28日 - 技術基準適合証明 (TELEC)通過
- 2011年3月31日 - FCC通過
- 2011年5月16日 - NTTドコモより発表される。
- 2011年6月30日 - 発売開始

## 不具合・アップデート
2011年12月6日のアップデート
- 電源起動時にまれにドコモUIMカードを認識しない場合がある不具合を修正。

2014年7月14日のアップデート
- 一部のスマートフォンとWi-Fi接続した際、まれに切断される場合がある不具合を修正。
- ビルド番号がV10b、V10cからV10dになる。

2016年5月30日のアップデート
- 特定の環境下において、電池の持ちが悪くなる場合がある不具合を修正。
- ビルド番号がV10b、V10c、V10dからV10eになる。